# Иоганн Бернгард (граф Липпе)
Иоганн Бернгард Липпе-Детмольдский (нем. Johann Bernhard zu Lippe-Detmold; 1613 — 1652) — граф Липпе-Детмольда.
Иоганн Бернгард — второй сын графа Симона VII Липпского и графини Анны Екатерины Нассау-Висбаден-Идштейнской. После смерти племянника Симона Филиппа, опекуном которого он являлся после смерти старшего брата Симона Людвига в 1636 году, Иоганн Бернгард правил в Липпе в 1650—1652 годах. Умер бездетным, ему наследовал младший брат Герман Адольф.